# Tok'ra
I Tok'ra sono una razza aliena simbiotica della serie televisiva di fantascienza Stargate SG-1.

## Storia
I Tok'ra sono un gruppo ribelle che si oppone ai Goa'uld (il loro nome tradotto dalla Lingua goa'uld vuol dire letteralmente "Contro Ra") alleato della Terra e dei Jaffa ribelli contro i Signori del sistema. Biologicamente sono del tutto uguali ai Goa'uld ma si rifiutano di essere riconosciuti come appartenenti alla stessa razza. Tra i Tok'ra, infatti, l'ospite e il simbionte sono allo stesso livello, hanno cioè entrambi una propria personalità e la possibilità di disporre del corpo ospitante. Da questa simbiosi l'ospite ricava una vita molto più lunga del normale ed una maggiore resistenza alle radiazioni e alle malattie, arrivando sino a guarire più in fretta rispetto ad un qualsiasi individuo singolo della sua stessa specie. Un altro aspetto importante della fusione è inoltre la possibilità di disporre dell'intera conoscenza dei Tok'ra, tramandata geneticamente da individuo a individuo.
Il primo Goa'uld ad opporsi ai Signori del sistema fu Egeria che diverse migliaia di anni fa combatté contro Ra sul pianeta Pangar: Ra ebbe la meglio e la imprigionò sul pianeta, dove rimase finché non fu ritrovata dagli stessi abitanti di Pangar.
La Terra viene per la prima volta a conoscenza dei Tok'ra nell'episodio "Il sicario". Li conoscerà poi meglio nell'episodio "Simbiosi Parte 1" e "Simbiosi Parte 2".

## Governo Tok'ra
I Tok'ra sono governati da un loro alto consiglio, presieduto da un supremo consigliere; nella serie viene mostrato solo il supremo consigliere Per'sus.

## Scienza Tok'ra
I Tok'ra sono degli esperti scienziati, ma essendo spesso a corto di materie prime si rivolgono ad altre razze pur avendo bisogno di segretezza. Si sono più volte rivelati un valido alleato della Terra, a cui forniscono o aiutano a produrre nuove tecnologie, fatto dovuto in gran parte a Jacob Carter, il quale ospita uno dei Tok'ra più importanti, Selmak.

### Tunnel di cristallo
Questi sono tra le tecnologie più caratteristiche dei Tok'ra; la loro costruzione avviene attraverso cristalli speciali in grado di scavare autonomamente i tunnel nel sottosuolo di un pianeta che vengono creati in laboratorio. Sono molto utili per nascondersi sottoterra e possono essere sigillati molto velocemente, occultando ogni prova della loro presenza sul territorio.

### Campo energetico
Tra le tecnologie in dotazione dei Tok'ra vi è anche un campo energetico speciale che fa passare la materia da una parte ma non dall'altra che viene solitamente usato per spazi ristretti; è apparso in due episodi, nel primo servì per cercare di catturare un guerriero Kull, nell'altro per trattenere Khalek mantenendo la possibilità di sparare nella sua cella.

### Distruttore Kull
Il distruttore Kull è un'arma frutto della collaborazione dei Tok'ra e dai Tau'ri per combattere i guerrieri Kull di Anubis; l'oggetto può essere montato su molti tipi di armi come il P90. Montato su quest'ultimo, può sparare colpi di energia e proiettili allo stesso tempo.

### Veleno per simbionte
Questo è un veleno usato per uccidere simbionti Goa'uld; è stato inventato dai Tok'ra in collaborazione con la Terra. Doveva essere usato per uccidere tutti i Signori del sistema negli episodi "Il vertice" e "Fuga finale", ma dato che il veleno uccide anche i Prim'tah dei Jaffa è stato deciso di non usarlo contro pianeti Goa'uld.

### Proteina dei Reol
È una sostanza in grado di alterare la mente derivata da secrezioni dei Re'ol. Venne utilizzata da Daniel Jackson per infiltrarsi in una riunione dei Signori del sistema.

### Tretonin
Il tretonin (o tritonio) è una sostanza sintetica, scoperta dai Pangariani, derivata dai simbionti Goa'uld, nello specifico dalle uova di Egeria. Può curare tutte le malattie e permette al corpo dei Jaffa di continuare a vivere anche senza simbionte Goa'uld dentro di sé. In principio questa sostanza rendeva però inefficiente il sistema immunitario del paziente, finendo per renderlo dipendente. I Tok'ra sono però stati in grado di raffinarla, in modo da eliminare l'effetto dipendenza.

## Personaggi Tok'ra

### Aldwin
In Dominazioni, Aldwin aiutò l'SG-1 a salvare Jacob Carter da Sokar, distruggendo una luna e l'Ha'tak stanziato attorno ad essa. Attraverso un dispositivo creato dai Tok'ra, aiutò l'SG-1 a identificare l'Harcesis.
Molti anni dopo, mentre mostra all'SG-17 una base Tok'ra, il pianeta viene attaccato dai Jaffa di Zipacna e Aldwin muore nella battaglia.

### Anise
Anise è una scienziata che porta all'SGC dei dispositivi che potenziano le capacità fisiche di chi li indossa e chiede ai Tau'ri di testarli. Se l'esperimento avesse successo Anise chiede ai terrestri di distruggere il nuovo prototipo di nave madre di Apophis.
Anise è presente quando una jaffa convince i Tok'ra di aver convinto il suo Goa'uld ad abbracciare la loro causa, ma sarà Teal'c a svelare la vera natura malvagia del Goa'uld.
Utilizzando un identificatore di Za'tarc, rivela dei falsi positivi (spie goa'uld inconsce di esserlo) in Jack O'Neill e Samantha Carter; in realtà essi non volevano dire la verità per non dover svelare i loro sentimenti reciproci.
Freya (l'ospite di Anise) è attratta da O'Neill, mentre Anise da Daniel Jackson.

### Jolinar
Jolinar di Malkshur era un membro influente della resistenza Tok'ra.
Catturata da Sokar, fu imprigionata nella prigione su Ne'tu, simile all'inferno, e lì torturata. Riuscì a scappare seducendo Bynarr, sottoposto di Sokar, e rubandogli le chiavi degli anelli trasportatori dei prigionieri mentre Bynarr dormiva: questi eventi la segnarono a tal punto che non rivelò mai a Martouf quanto accaduto.
Nell'episodio Il sicario prese possesso del corpo di Samantha Carter e morì per salvare la vita a quest'ultima.

### Martouf
Martouf, interpretato da JR Bourne, è un leader tra le file dei Tok'ra. Martouf è stato compagno di Rosha, ospite di Jolinar, per quasi un secolo. Venne catturato dai Goa'uld, i quali lo hanno sottoposto ad un lavaggio del cervello, facendolo diventare uno za'tarc, con l'incarico di uccidere i partecipanti ad una riunione tra vertici terrestri e Tok'ra. Fu ucciso dagli uomini del Comando Stargate poco prima che riuscisse a portare a termine questa missione.

### Selmak
Selmak è uno dei capi del movimento Tok'ra, un Goa'uld molto anziano e rispettato tra la sua gente, nonché un astuto guerriero e un lesto infiltratore.
Come è tipico per tutti i Tok'ra, Selmak cambia ospite ogni duecento anni e rifiuta di usare il Sarcofago, in quanto esso è la principale causa della rovina mentale e spirituale di tutti i Goa'uld malvagi che dominano la galassia.
È stato unito a lungo con l'ospite Saroosh, ed è costretto a lasciarla dopo i due secoli di simbiosi in quanto la donna è divenuta talmente anziana e malata da non poter essere più guarita, nemmeno con i poteri guaritori di cui il Tok'ra dispone.
Sceglie di unirsi a Jacob Carter per salvare entrambe le loro vite, in quanto anche il generale umano è destinato a morire, per tumore, malattia che Selmak stesso, in quanto Goa'uld, può guarire.
Proprio come Saroosh gli ha rivelato, Jacob Carter scopre che Selmak è un'ottima compagnia e che ha un gran senso dell'umorismo.
Oltre ad essere uno dei più anziani e saggi membri dei Tok'ra, Selmak è estremamente leale alla loro causa: la totale distruzione dei Goa'uld.
Egli ha un'influenza positiva sul pessimo carattere di Jacob Carter e allo stesso tempo prova rabbia circa i pessimi rapporti con il figlio Mark, quindi lo costringe a tornare sulla Terra per sistemare una questione personale tra padre e figlio.
Selmak ha salvato la squadra SG-1 in innumerevoli occasioni e con le sue conoscenze continua ad essere di enorme aiuto alla resistenza Tok'ra.

### Personaggi secondari
- Cordesh (nome dell'ospite sconosciuto): si rivelò essere una spia dei Goa'uld quando fu scoperto un dispositivo per le comunicazione a lungo raggio nei suoi alloggi[6].
- Delek è uno dei capi Tok'ra; non dà affatto importanza ai i terrestri, come dimostra affermando che Selmak è debole perché troppo affezionato ai Tau'ri.
- Jalen compare per la prima volta alla fine della quarta stagione[7] per ricomparire nell'episodio Limiti di sicurezza, dove risponderà a delle domande dell'SG-1.
- Egeria: Regina e madre di tutti i Tok'ra, si ribellò contro gli altri Goa'uld 2000 anni fa. Fu imprigionata da Ra su Pangara (sebbene molti altri tok'ra pensassero che l'avesse uccisa) e successivamente sfruttata dai Pangariani, che la usarono per produrre Tretonin fino a causarne la morte.
- Garshaw di Belote è il capo dei Tok'ra; inizialmente non dimostra interesse verso i terrestri dopo il loro rifiuto di diventare ospiti, ma in seguito si ricredette quando l'SG-1 scovò una spia nelle file dei Tok'ra e li salverà da un attacco nemico.
- Kelmaa sacrificò se stessa per donare l'ospite a Egeria.[1]
- Kanan (ospitato da Jack O'Neill): infiltrato nella base segreta di Ba'al, si innamorò di Shayla, una donna al servizio di Ba'al. Usò il corpo di O'Neill per tornare nella base al fine di salvarla ma furono entrambi catturati e abbandonò il corpo di O'Neill lasciandolo al suo destino.[8]
- Khonsu di Amon Shek fu un Tok'ra infiltrato negli uomini di Anubis; cercò di mettersi in contatto con l'SG-1, ma venne ucciso da Herak che divenne poi il primo di Anubis.[9]
- Korra è infiltrato nelle file di Sokar, che lo scopre e lo fa catturare da un cacciatore di taglie: si salverà solo con l'aiuto dell'SG-1.[10]
- Malek è un Tok'ra molto influente. Viene costretto insieme ad altri Tok'ra ad evacuare nel Sito Alpha terrestre dopo che Anubis attacca la loro base.[11] Investigò insieme a Kelmaa sulla droga Tretonin e ritrovò in seguito Egeria, la regina madre dei Tok'ra.
- Ocker è uno dei capi della Sicurezza Tok'ra. Sarà insieme a Malek nella fuga al Sito Alpha dove verrà ucciso da un Ashrak con lo scopo far scoppiare uno scontro tra Tok'ra e i ribelli Jaffa.
- Per'sus fu il Supremo Consigliere Tok'ra dopo Garshaw; ha rischiato di venire ucciso da uno Za'tarc durante un incontro con il Presidente USA.[4]
- Raully era una Tok'ra infiltrata che servì Hator. Sotto ordini del Goa'uld si finse una dottoressa per ingannare l'SG-1, ma fece poi in tempo ad avvertire la squadra.[12][13] Pagò con la vita il tradimento.
- Ren'al fu un membro dell'Alto Consiglio dei Tok'ra; si recò sulla Terra per avvertire il generale Hammond della distruzione della flotta di Apophis ma della scomparsa dell'SG-1 e di Jacob Carter.[14] avvertì i terrestri di un summit dei Goa'uld e dell'intento dei Tok'ra di ucciderli.[15] Morì sotto le macerie quando Zipacna attaccò la loro base.[16]
- Sina fornisce all'SGC diverse informazioni riguardanti Ba'al.[17]
- Thellas informa i terrestri che il sistema degli Stargate è bloccato a causa di un virus informatico.[18]
- Ta'seem è il capo chirurgo responsabile dell'estrazione di Ba'al dal corpo di Adria.[19] Probabilmente fu lui a rimuovere Qetesh dal corpo di Vala.
- Thoran è il Tok'ra che suggerì di trasformare O'Neill in ospite per potergli salvare la vita; è grande amico del Tok'ra che è stato ospitato dal colonnello (Kanan).[20] Thoran è costretto da O'Neill a venire sulla Terra contro la sua volontà finché non sarà disposto a collaborare.[8]
- Zanuf è il simbionte che doveva rimpiazzare Ba'al nel corpo di Adria (tentativo poi fallito perché Ba'al emette una tossina per far morire la sua ospite e questa per sopravvivere ascende a uno stato incorporeo.[19]).
- Zarin era una Tok'ra infiltrata nei Goa'uld di Ba'al su P3S-114. Nel tentativo di scoprire chi ha avvelenato e quindi ucciso milioni di Jaffa, Teal'c e Z'mel si fanno catturare; Zarin assicurò loro che i Tok'ra non erano i responsabili e venne poi uccisa dai veri colpevoli: gli uomini del NID.[21]